# Kutuh (Kuta Selatan)
Kutuh is een bestuurslaag in het regentschap Badung van de provincie Bali, Indonesië. Kutuh telt 3606 inwoners (volkstelling 2010).